# SUPER BELL"Z
SUPER BELL"Z(일본어: スーパーベルズ 스파베루즈[*])는 일본의 테크노 음악 프로젝트 그룹이다. 노즈키 타카히로(野月貴弘)를 중심으로 하며 열차의 차내 방송, 멜로디, 열차 주행음등을 테크노팝 스타일로 패러디 하기 때문에 "차장(車掌) DJ"로서 알려져 있다. 1999년 데뷔당시 도시바 EMI의 UP STREAM에 소속되었으며, 원래는 3인조 그룹이었으나 2005년 소속사에서 독립하여 노즈키 다카히로만이 중심멤버이며, 그 이외의 멤버는 자유롭게 활동하는 프리멤버제로 활동하고 있다.

## 음악 성향
테크노팝과 힙합 성향을 철도의 모든 것에 접합시켜 안내방송, 차내/역 멜로디, VVVF주행음 등 철도와 관련된 모든소리를 패러디 하고 있는 특이한 음악 성향을 가지고 있다. "차장 DJ"라고 부르는 이유도 메인보컬(노즈키 타카히로)이 차장이나 역무원의 안내방송 역할을 하기 때문이다.

## 표기에 관한 주의
흔히 큰따옴표(")를 써서 SUPER BELL"Z로 표기하나, 작은따옴표(') 2개를 쓴 SUPER BELL''Z가 공식 표기이다.

## 음반
- 1999년 : 싱글 MOTER MAN 아키하바라 - 미나미우라와, 앨범 MOTO(e)R MAN
- 2000년 : 앨범 MOTO(e)R MAN[1] 오사카편&우에노 2350
- 2001년 : 싱글 MOTO(e)R MAN 센다이 편&게이힌 급행, Fomula man
- 2002년 : 싱글 MOTO(e)R MAN 주오 선&신칸센 히카리, 앨범 MOTO(e)R MAN 야마노테 선 Loop Complete!, MOTO(e)R MAN 신칸센 하야테/사이쿄 선 WATERFRONT
- 2003년 : 싱글 MOTO(e)R MAN 에노덴&리쿠우토 선, 철도전사 레오☆레인저
- 2004년 : 앨범 MOTO(e)R MAN으로 GO!(다이토사의 게임 "전차로 고! FINAL"삽입곡), 싱글 가이지 101호
- 2005년 : 앨범 The Very Best of MOTO(e)R MAN
- 2007년 : 앨범 The Very Best of MOTO(e)R MAN vol. 2, MOTO(e)R MAN 데쓰코의 여행(TV 애니메이션 "데쓰코의 여행" 삽입곡)
- 2008년 : 앨범 도요코 특급
- 2008년 : 앨범 에어트레인 2
- 2009년 : 앨범 철도 세미나 음악편(NDS용 게임 철도 세미나 주요 사철편 OST)
- 2009년 : 앨범 MOTORMAN 일렉트로 믹스!!! ～10주년
- 2011년 : 앨범 MOTOR MAN 하야부사～The Very Best Vol.3
- 2012년 : 앨범 MOTOR MAN 2012
- 2013년 : 앨범 MOTOR MAN 미치노쿠